# Talavera (Lleida)
Talavera è un comune spagnolo situato nella comunità autonoma della Catalogna.